# Michail Michajlovič Prišvin
Michail Michajlovič Prišvin, rusky Михаил Михайлович Пришвин, (23. lednajul./ 4. února 1873greg. – 16. ledna 1954) byl ruský sovětský spisovatel, autor básnických próz o přírodě ruského severu.

## Publikační činnost
V nedokončeném autobiografickém románu Řetěz Smrtonošův (Кощеева цепь) vylíčil, jak se v mládí probouzel jako umělec. Pro děti sbíral a zpracoval sibiřské pohádky. S hlubokou znalostí sibiřské přírody psal příběhy o tamních zvířatech a dětech. Nejznámější je jeho příběh Za sluncem vyprávějící o sibiřských dětech, děvčátku Nastě a jejím bratříčkovi Mitrašovi.
V češtině vyšel kromě dalšího jeho cestopis po Laponsku Kouzelný vdoleček (Praha, SNKLHU, 127. svazek edice Světová četba, 1956) v překladu Olgy a Pavla Bojarových.
Ve svých dílech se zastával menšinových severských národů - Laponců, Něnců, Eskymáků, Komijců a dalších - a bránil je před rusifikací.